# Caribou Crater
Der Caribou Crater ist ein Vulkankrater auf der Insel Heard im südlichen Indischen Ozean. Er ragt auf dem Saddle Point am östlichen Ende der Corinthian Bay im Norden der Insel auf.
Namensgeber ist die Caribou, die Heard als erstes Handelsschiff im Februar 1858 auf dem Weg von Liverpool nach Melbourne als Zwischenhafen angesteuert hatte.